# Heerema Marine Contractors
Heerema Marine Contractors (HMC) est une entreprise maritime dont le siège social est aux Pays-Bas, le plus connu pour l'exploitation de trois des plus grands navires-grues de l'industrie offshore.

## Historique
Heerema Marine Contractors a été fondée en 1948 par Pieter Shelte Heerema en tant que petite entreprise de construction fournissant des plates-formes de champs pétrolifères au Venezuela .
Dans les années 1960, la société s'est concentrée sur les développements offshore en mer du Nord. La société a développé des grues pour soulever de grandes plates-formes et modules. Le premier navire-grue Challenger de 1956 était équipé pour soulever 800 tonnes. 
Le besoin de grands navires-grues stables pour opérer dans l'environnement de la mer du Nord a conduit l'entreprise à développer les premiers grands navires-grues semi-submersibles. En 1978, "HMC" a chargé le groupe japonais Mitsui de construire les deux navires-grues semi-submersibles frères, DCV  Balder et SSCV Hermod . Ces navires pouvaient soulever 5.400 tonnes avec les grues jumelées et ont ensuite été améliorés à 8.200 tonnes. 
En 1988, "HMC" a formé une coentreprise avec McDermott International (en) appelée HeereMac. Le SSCV Thialf a été ajouté à la flotte HeereMac, et lors de la scission des entreprises en décembre 1997, "Heerema" a pris possession du Thialf, le plus grand navire de construction en eau profonde capable d'un levage en tandem de 14.200 tonnes. Le DCV  Balder a été touché par une inondation en 2006 et a été mis hors service pendant quelques mois. 
Depuis 2018, l'entreprise est dirigée par le PDG Koos-Jan van Brouwershaven.

## Flotte
HMC possède et exploite actuellement les navires suivants :
- DCV Balder
- DCV Aegir
- SSCV Thialf
- SSCV Hermod - Désarmé  fin 2017
- SSCV Sleipnir
- Remorqueur Kolga
- Remorqueur Bylgia
- Plus un certain nombre de barges.

## Installations importantes
- Bullwinkle (Golfe du Mexique)
- Spar Perdido (Golfe du Mexique)
- Thunder Horse PDQ (en) (Golfe du Mexique)
- Peregrino (en) (Brésil)
- Kaombo[3] (Angola)